# Myopa dorsalis
Myopa dorsalis är en tvåvingeart som beskrevs av Fabricius 1794. Myopa dorsalis ingår i släktet Myopa och familjen stekelflugor. Arten har ej påträffats i Sverige. Inga underarter finns listade i Catalogue of Life.

## Bildgalleri

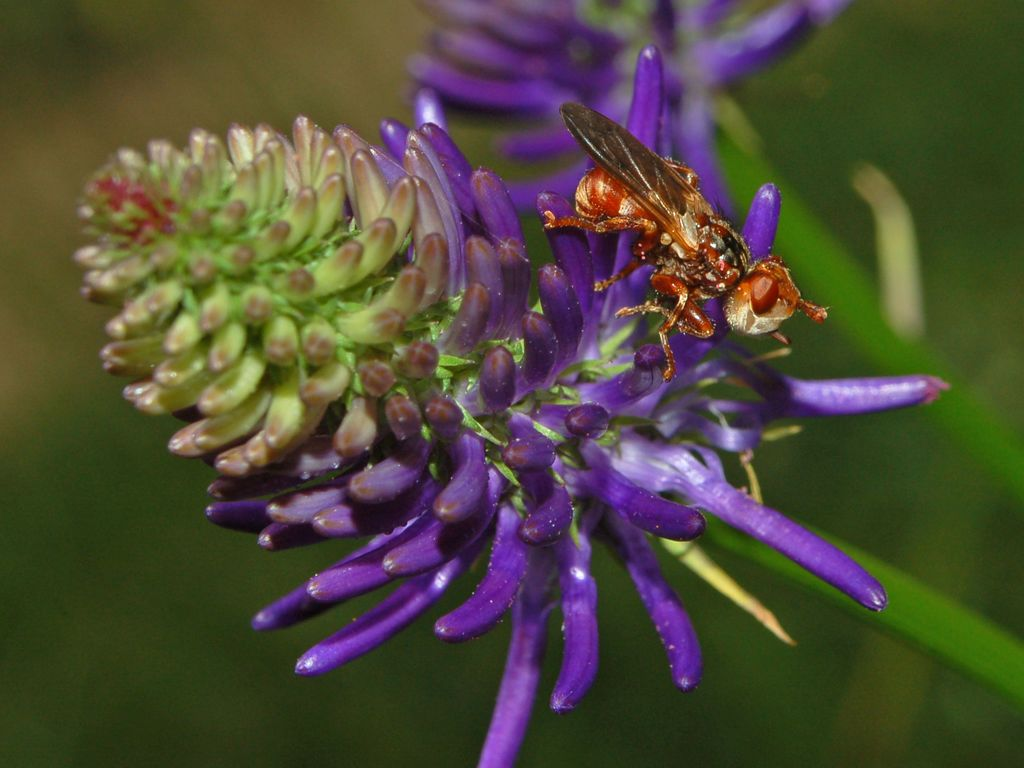